# Anthochortus ecklonii
Anthochortus ecklonii är en gräsväxtart som beskrevs av Christian Gottfried Daniel Nees von Esenbeck. Anthochortus ecklonii ingår i släktet Anthochortus och familjen Restionaceae. Inga underarter finns listade i Catalogue of Life.